# Selección de fútbol sub-23 de Canadá
La selección de fútbol sub-23 de Canadá (en inglés: Canada men's national under-23 soccer team; en francés: Équipe du Canada des moins de 23 ans de soccer), conocida también como la Selección olímpica de fútbol de Canadá, es el equipo que representa al país en el torneo de Fútbol en los Juegos Olímpicos y en el Preolímpico de Concacaf. Está controlada por la Asociación Canadiense de Fútbol.

## Estadísticas

### Preolímpico de la Concacaf
Esta tabla contabiliza solamente los torneos desde que se juega con selecciones Sub-23.
| Edición             | Resultado     | PJ | PG | PE | PP | GF | GC |
| ------------------- | ------------- | -- | -- | -- | -- | -- | -- |
| 1992                | Tercer lugar  | 10 | 4  | 2  | 4  | 18 | 16 |
| Canadá 1996         | Subcampeón    | 5  | 2  | 2  | 1  | 7  | 3  |
| Estados Unidos 2000 | Fase final    | 5  | 2  | 2  | 1  | 3  | 2  |
| México 2004         | Primera ronda | 3  | 0  | 0  | 3  | 1  | 5  |
| Estados Unidos 2008 | Tercer lugar  | 5  | 1  | 2  | 2  | 7  | 6  |
| Estados Unidos 2012 | Cuarto lugar  | 4  | 1  | 2  | 1  | 4  | 4  |
| Estados Unidos 2015 | Cuarto lugar  | 5  | 1  | 1  | 3  | 6  | 10 |
| México 2021         | Cuarto lugar  | 4  | 1  | 2  | 1  | 3  | 3  |
| Total               | 8/8           | 41 | 12 | 13 | 16 | 49 | 49 |

### Juegos Olímpicos
Esta tabla contabiliza solamente los torneos desde que se juega con selecciones Sub-23.
| Edición             | Resultado    | Posición     | PJ           | PG           | PE           | PP           | GF           | GC           |
| ------------------- | ------------ | ------------ | ------------ | ------------ | ------------ | ------------ | ------------ | ------------ |
| Barcelona 1992      | No clasificó | No clasificó | No clasificó | No clasificó | No clasificó | No clasificó | No clasificó | No clasificó |
| Atlanta 1996        | No clasificó | No clasificó | No clasificó | No clasificó | No clasificó | No clasificó | No clasificó | No clasificó |
| Sídney 2000         | No clasificó | No clasificó | No clasificó | No clasificó | No clasificó | No clasificó | No clasificó | No clasificó |
| Atenas 2004         | No clasificó | No clasificó | No clasificó | No clasificó | No clasificó | No clasificó | No clasificó | No clasificó |
| Pekín 2008          | No clasificó | No clasificó | No clasificó | No clasificó | No clasificó | No clasificó | No clasificó | No clasificó |
| Londres 2012        | No clasificó | No clasificó | No clasificó | No clasificó | No clasificó | No clasificó | No clasificó | No clasificó |
| Río de Janeiro 2016 | No clasificó | No clasificó | No clasificó | No clasificó | No clasificó | No clasificó | No clasificó | No clasificó |
| Tokio 2021          | No clasificó | No clasificó | No clasificó | No clasificó | No clasificó | No clasificó | No clasificó | No clasificó |
| París 2024          | Por definir  | Por definir  | Por definir  | Por definir  | Por definir  | Por definir  | Por definir  | Por definir  |
| Los Ángeles 2028    | Por definir  | Por definir  | Por definir  | Por definir  | Por definir  | Por definir  | Por definir  | Por definir  |
| Total               | 0/8          |              | 0            | 0            | 0            | 0            | 0            | 0            |

## Últimos partidos y próximos encuentros
| Fecha               | Lugar       | Local  |                   | Partido |                        | Visitante   | Racha | Competición                         |
| ------------------- | ----------- | ------ | ----------------- | ------- | ---------------------- | ----------- | ----- | ----------------------------------- |
| 19 de marzo de 2021 | Guadalajara | Canadá | Bandera de Canadá | 2:0     | Bandera de El Salvador | El Salvador | Sí    | Clasificación Juegos Olímpicos 2021 |
| 22 de marzo de 2021 | Zapopan     | Canadá | Bandera de Canadá | 0:0     | Bandera de Haití       | Haití       |       | Clasificación Juegos Olímpicos 2021 |
| 25 de marzo de 2021 | Guadalajara | Canadá | Bandera de Canadá | 1:1     | Bandera de Honduras    | Honduras    |       | Clasificación Juegos Olímpicos 2021 |
| 28 de marzo de 2021 | Guadalajara | México | Bandera de México | 2:0     | Bandera de Canadá      | Canadá      | No    | Clasificación Juegos Olímpicos 2021 |